# Business English Magazine
Business English Magazine – wydawany w Poznaniu ogólnopolski dwumiesięcznik specjalistyczny dla uczących się języka angielskiego biznesowego.
Magazyn wydawany jest od marca 2007 roku przez przedsiębiorstwo Colorful Media. Artykuły dotyczą głównie zagadnień z zakresu gospodarki oraz biznesu międzynarodowego. Do anglojęzycznych artykułów opracowano polskie słownictwo. Wybrane artykuły można odsłuchać w formacie MP3 (również na urządzeniach mobilnych poprzez zeskanowanie kodów QR znajdujących się w magazynie). Czytelnikom udostępniono również nagrania wideo z tłumaczeniami. W 2010 roku pojawiła się hiszpańskojęzyczna wersja magazynu, a od 2012 roku magazyn wydawany jest w Niemczech pod tytułem Business English Magazin.

## Profil
Magazyn powstaje przy współpracy polsko-brytyjskiego zespołu i jest skierowany do polskojęzycznych czytelników. Pismo co dwa miesiące dostarcza informacji o aktualnych trendach w gospodarce, polityce, biznesie międzynarodowym i nowych technologiach.

## Redakcja
- redaktor naczelny: Steve Sibbald
- adres: Colorful Media, ul. Lednicka 23, 60-413 Poznań

## Działy
- In Brief
- Poland
- Europe
- International
- Business Profile
- Business Woman
- Money
- Business Lifestyles
- Business Trends
- Environment
- Business Skills
- Business Language
- Consumer Skills
- Business Language
- Small Business
- Managing People
- Travel
- Technology

## Dodatki tematyczne
1. How to write a successful CV in English?
2. American English vs. British English
3. Your first business trip
4. Successful Business Presentations
5. Creating a successful PowerPoint presentation
6. How to write a business email
7. Accounting and banking
8. Marketing
9. Real estate
10. Transport and logistics
11. Hotel and tourism
12. Insurance
13. Taxes
14. Meetings (Lingua Cards)
15. Trade idioms and expressions (Lingua Cards)
16. Marketing idioms (Lingua Cards)
17. False friends (Lingua Cards)
18. Busy businessman’s cookbook
19. Basic Technical English
20. Essential medical English
21. Legal English
22. 8 professional CVs
23. 10 Legal Agreements
24. Body Language
25. Job Interview
26. Team-building Exercises
27. On the Stock Exchange
28. Manipulation Techniques
29. Business Plan
30. Small Talk
31. Motivation Techniques
32. Office Vocabulary
33. Politics Vocabulary
34. Polite and Diplomatic Language
35. Most Popular Business Terms, Phraser and Abbreviations
36. Coaching
37. Fashion in Business
38. How to Avoid Culture Clashes
39. Business Professions
40. Business Social Media
41. Retail English
42. Product Branding
43. Health and Safety
44. Health and Beauty
45. Publishing
46. Human Resources
47. Hotel & Leisure Facilities
48. Energy
49. Education
50. Film Terminology
51. Fintech
52. Coaching
53. Employment Contracts
54. Successful Business Presentations
55. How to Write a Business Email
56. Fitness Vocabulary
57. Shopping for Organic Food
58. On a Plane
59. e-Shopping
60. Faith and Religion
61. Black Market
62. Working Abroad
63. All About Brexit
64. Cutting-Edge Innovations
65. Real Estate
66. Banking and e-Banking

## Wydania specjalne
- październik 2018 - Legal English
- kwiecień 2018 - Medicine
- październik 2017 - Human Resources
- sierpień 2017 - Hospitality
- maj 2017 - Coaching
- styczeń 2017 - Show-Biz
- marzec 2016 - Business English in Practice
- sierpień 2015 - Business Travel
- styczeń 2015 - Corporations
- sierpień 2013 - Taboo

## Pozostałe czasopisma językowe Colorful Media
- Deutsch Aktuell,
- English Matters,
- Français Présent,
- ¿Español? Sí, gracias,
- Ostanowka: Rossija!,
- Italia Mi piace!